# Ensenada de Marbella
La ensenada de Marbella, también llamada bahía de Marbella, es una ensenada situada en el sur de la península ibérica, en el mar de Alborán. Se extiende entre la punta de Baños al este y la punta de Torrenueva al oeste, a lo largo de unos 30 km con orientación SO-NE que cambia a O-E en el entorno de la ciudad de Marbella. Sus riberas pertenecen a los municipios de Estepona, Marbella y Mijas, los tres en la provincia de Málaga (España).

## Encuadre geográfico
La parte terrestre de la ensenada está delimitada por los bordes meridionales de las sierras Bermeja, Blanca y Alpujata de las Cordilleras Béticas —compuestas por unidades que se clasifican con el nombre de complejos maláguide y alpujárride— pero bordeada por una llanura costera de edad pliocénica con determinadas zonas dunares y relieves suaves.
mientras que la parte marina está bañada por el mar de Alborán, cerca del punto de intercambio de aguas entre el mar Mediterráneo y el océano Atlántico. La morfología terrestre de esta zona está condicionada por ríos torrenciales que descienden desde las montañosas y que presentan sus cauces modificados por la acción del hombre, por los que su función como fuente de sedimento para las playas se ha visto muy alterada. 
La zona sumergida es de gran riqueza natural por la presencia de afloramientos de aguas profundas formadas por la convergencia de las aguas del Atlántico y el Mediterráneo.

## Clima
El clima de la ensenada de Marbella se corresponde con la del clima litoral mediterráneo subtropical, caracterizado por temperaturas medias anuales entre los 17 °C y los 19 °C, una amplitud térmica entre 13 °C y 15 °C y unas precipitaciones medias anuales entre 400 mm y 900 mm y un  número de días de lluvia comprendido entre 50 y 75. La amplitud térmica en la ensenada se manifiesta con más suavidad por su ubicación próxima a África y al estrecho de Gibraltar que inciden en un efecto regulador térmico que regula la temperatura y la humedad, así como a la cercanía de Sierra Blanca, que la protege de los vientos interiores.
Predominan los vientos de levante y de poniente y la media de la altura de las olas es menor de la media de la que se encuentra en el resto del Mediterráneo, si bien el transporte sedimentario muestra una gran fuerza debido a la alta frecuencia de las olas en presencia de viento de levante.